# Armorial du Chablais
 (février 2022).
Si vous disposez d'ouvrages ou d'articles de référence ou si vous connaissez des sites web de qualité traitant du thème abordé ici, merci de compléter l'article en donnant les références utiles à sa vérifiabilité et en les liant à la section « Notes et références ».
- quelques blasons ne sont pas référencés.

L'Armorial du Chablais présente les armoiries (figures et blasonnements) des familles nobles et notables originaires du Chablais savoyard, correspondant à la partie est du département de la Haute-Savoie, d'après l'ouvrage de John Baud (1993).
- Haut – A
- B
- C
- D
- E
- F
- G
- H
- I
- J
- K
- L
- M
- N
- O
- P
- Q
- R
- S
- T
- U
- V
- W
- X
- Y
- Z

## A
| Armoiries | Familles          | Notes | Blasonnement | Communes concernées     | Variantes notables |
|           | Maison d'Allinges |       | De gueules, à la croix d'or.                                                                                     |                         |                    |
|           | Amoudruz          |       | Palé de gueules et d'or de quatre pièces, au chef d'azur chargé d'une rose entre deux étoiles, le tout d'argent. | En Faucigny puis Thonon |                    |

## B
| Armoiries | Familles                               | Notes | Blasonnement | Communes concernées                                                                     | Variantes notables |
|           | de Ballaison ou de Balleyson           |       | D'hermine à la bande de gueules. | En Chablais                                                                             |                    |
|           | Bally                                  |       | De gueules au chevron d'or, accompagné de trois étoiles de même et surmonté d'un croissant d'argent. | Viuz-en-Sallaz, Saint-Didier                                                            |                    |
|           | Bally                                  |       | De gueules au chevron d'or surmonté d'un croissant de même et accompagné de trois étoiles d'argent. | Pays de Gavot: Larringes, Féternes, Évian, Sciez, Seytroux                              |                    |
|           | Bel                                    |       | D'or à l'arbre arraché de sinople soutenant un oiseau essorant d'azur et accosté de deux étoiles de même. | Habère-Lullin, Bogève                                                                   |                    |
|           | de Bellegarde                          |       | D'argent à trois pals de sable à la fasce de gueules brochant sur le tout, chargée de trois heaumes d'argent. Timbre: un heaulme en porfil duquel issit un bras armé de son brassal tenant une lance à la main. Devise: NON VI SED VIRTVTE ET ARMIS | En Faucigny et Chablais                                                                 |                    |
|           | Bernaz                                 |       | D'argent à trois barres de gueules, à l'ours de sable lampassé de gueules brochant. | Thonon, Lullin, Saint-Didier                                                            |                    |
|           | Berthet                                |       | D'azur à la fasce d'or accompagnée en chef de trois étoiles et en pointe d'une gerbe de blé, le tout du second. | Vallée d'Abondance, Évian, … , Viuz-en-Sallaz, Villard-sur-Boëge, Allinges, Fillinges…  |                    |
|           | Besson                                 |       | De sable au lion passant d'argent, au chef cousu de gueules chargé de trois étoiles d'or. | Abondance, Pays de Gavot, Thonon                                                        |                    |
|           | Besson                                 |       | De sinople à la jumelle d'argent, au chef d'or chargé de deux étoiles de gueules. | Vigny en Chablais                                                                       |                    |
|           | Besson                                 |       | De gueules à la bande d'argent chargée d'un lion d'azur et accostée de deux cotices du second. | Originaire d'Annecy, branche du Faucigny (Viuz-en-Sallaz, Habères), vallée de Bellevaux |                    |
|           | Boege                                  |       | Écartelé d'or et d'azur. |                                                                                         |                    |
|           | Bouvier                                |       | De gueules à trois rencontres de bœuf d'or et une étoile d'argent en abîme. | Morzine, branche à Vacheresse                                                           |                    |
|           | Bouvier                                |       | De gueules à la fasce d'argent accompagnée de trois écus de même, deux en chef un en pointe. Devise: FESTINA LENTE. | Suisse, puis Chablais                                                                   |                    |
|           | Bouvier                                |       | Palé d'or et d'azur de 4 pièces, à la bande d'argent chargée de 3 étoiles de gueules brochant sur le tout. Variante Parti d'azur à une demi-aigle d'argent mouvant du trait du parti, et de gueules à l'étoile d'or.                                | Neufchâtel                                                                              |                    |
|           | Bron                                   |       | D'argent au cœur de gueules surmonté d'une couronne de même et flanqué de deux étoiles d'azur. Cimier: Trois plumes d'argent, de gueules et d'azur.                                                                                                 | Massongy, Vacheresse                                                                    |                    |
|           | Bron                                   |       | Coupé, au premier d'azur au soleil d'or, au deuxième de même au cœur de gueules accompagné de 3 étoiles de même. | Évian, Pays de Gavot                                                                    |                    |
|           | Brotty d'Antioche ou Brottier, Brotier |       | De gueules à trois sautoirs alésés (flanchis) d'argent. | Concise, Thonon, et Marin                                                               |                    |
|           | Brun puis Bron                         |       | D'azur au soleil d'or, à la fasce de sable brochant sur le tout. | Morzine, Vallée du Giffre puis Vallée d'Aulps                                           |                    |

## C
| Armoiries | Familles                                         | Notes | Blasonnement | Communes concernées                                                                | Variantes notables |
|           | Cheneval-Pallud                                  |       | D'or au chevron d'azur à la merlette de sable en pointe, bordure de gueules à quatre besants du premier. | Viuz-en-Sallaz, Cluses, Annecy                                                     |                    |
|           | Chosal, de Chosal, du Chosal, Dechosal, Duchosal |       | D'azur au chevron d'or accompagné en pointe d'une fleur de lys de même. | Cruseilles, Viuz-en-Sallaz                                                         |                    |
|           | Collomb                                          |       | 1-D'azur à la colombe essorante d'argent tenant un rameau de sinople, et à la mer ondée de même. 2-D'azur à la colombe éployée d'argent tenant un rinceau de même. 3-D'azur à trois colombes d'argent becquées et membrées de gueules tenant un rameau de sinople. | 1-Morzine, Douvaine, Bas-Chablais 2- branche de Jussy-l'Évêque 3- branche d'Annecy | 2-                 |
|           | Collomb                                          |       | De gueules à la colombe essorante d'argent tenant en son bec un rameau de sinople, avec trois coupeaux d'or en pointe, au chef cousu d'azur à trois étoiles d'argent en fasce.                                                                                     | Chablais                                                                           |                    |
|           | Command                                          |       | De gueules au cœur d'or surmonté d'une croix alésée de même. | La Chapelle-d'Abondance                                                            |                    |

## D
| Armoiries | Familles                        | Notes | Blasonnement | Communes concernées                                  | Variantes notables |
|           | Daviet, Davied                  |       | Coupé d'or et de gueules au lion brochant de l'un en l'autre. | Thonon                                               |                    |
|           | Daviet                          |       | D'azur à trois pistons pommetés et poignés d'argent, un en pal deux en fasce. Cimier: un dextrochère armé, tenant au poing une manche nue avec les mots (en devise): VITA PRIVSQVAM MOTUS. | Thonon, Grange-Allard                                |                    |
|           | Delerse, Delherse               |       | Coupé: au premier d'azur à trois arbres de sinople le tronc au naturel sur une terrasse de sinople, au lion passant d'or la tête contournée lampassée de gueules brochant sur les troncs ; au second émanché d'argent à trois pointes d'or, au chef de gueules à trois étoiles à six rais d'or. | Vallée d'Aulps puis Valais, Monthey et Saint-Maurice |                    |
|           | Detruche, de Truches, de Turche |       | D'argent à deux fasces d'azur accompagnées d'un croissant de gueules en abîme. | Juvigny puis Ballaison et Thonon                     |                    |
|           | Dichat                          |       | D'azur au lion d'or lampassé de gueules, au chef cousu de gueules chargé d'un sautoir d'argent. | Bonneville                                           |                    |
|           | Ducret, Ducrest, du Crest       |       | D'azur à l'aigle d'argent, à la cotice de gueules. | Pays de Gavot: Évian, Saint-Paul…                    |                    |
|           | Ducret, Ducrest, du Crest       |       | De gueules à la bande d'or chargée de trois croissants d'azur. | Cruseilles puis Évian                                |                    |
|           | Ducret, Ducrest, du Crest       |       | D'azur à la bande d'argent, chargée d'une autre bande de sable celle-ci chargée d'une tête de coq d'argent crêtée de gueules laquelle tête accompagnée de deux croissants d'argent. | Cruseilles puis Évian et enfin Romont en Suisse.     |                    |
|           | Dunand                          |       | D'or au cerf levé de sable, accompagné en chef de deux étoiles de même. | Genevois, région d'Annecy                            |                    |
|           | Dunand                          |       | D'azur à la fasce d'argent accompagnée en chef d'un croissant entre 2 étoiles et en pointe d'un croissant le tout d'argent. | Chablais, Sciez, Bellesier près Viry                 |                    |
|           | Dunand                          |       | D'azur à la chouette d'or tenant un rameau d'argent accompagnée en chef d'un croissant entre deux étoiles d'argent, en pointe d'une rivière d'argent sur laquelle flottent six canettes de sable.                                                                                               | Collonges, Sciez, Margencel                          |                    |
|           | Dunant                          |       | D'azur à la coquille d'or. | Vacheresse, Évian                                    |                    |
|           | Dupraz                          |       | D'azur au croissant d'argent, au chef de même chargé d'un cœur entre deux étoiles de gueules. Cimier: Un croissant d'argent. | Lullin, Reyvroz, Boëge                               |                    |
|           | Duverney                        |       | D'argent à trois arbres de sinople sur trois coupeaux de même, au chef de gueules au croissant d'or. | Genevois et Faucigny, Morillon                       |                    |
|           | Duvillaret                      |       | D'argent à l'arbre de sinople sur trois copeaux de montagne de gueules, accompagné de deux croissants de même en chef. | Habère-Poche                                         |                    |

## F
| Armoiries | Familles                              | Notes | Blasonnement | Communes concernées                                    | Variantes notables |
|           | Favre                                 |       | De gueules à la croix potencée d'argent.                                                                                               | Branche d'Usillon, Cruseilles, Reignier, Saint-Cergues |                    |
|           | Favre                                 |       | D'argent au fer à cheval d'azur clouté de même, au chef de sinople chargé d'une croix trêflée issante du premier.                      | Saint-Jean-d'Aulps, branche à Morzine et Genève        |                    |
|           | Favre                                 |       | D'argent au chevron d'azur accompagné de trois fleurs (?) de sable.                                                                    | Spectable Pierre Favre, avocat-juge à Abondance        |                    |
|           | Favre                                 |       | D'azur au fer à cheval d'argent accompagné de trois besants d'or.                                                                      | Cusy-Chens, Beauregard, Armoy                          |                    |
|           | Favre, Favre-Collet et Favre-Victoire |       | D'or au cœur de gueules percé d'une flèche d'azur au chef de même chargé d'une étoile du premier.                                      | Abondance, Vacheresse                                  |                    |
|           | Favre-Rochex                          |       | D'azur au cœur d'or surmonté d'une étoile de même et un rocher à deux pointes d'argent au-dessous.                                     | Abondance                                              |                    |
|           | Fontaine                              |       | Écartelé, aux 1 et 4 d'azur au lion d'argent, aux 2 et 3 d'argent à l'ancre de sable, sur le tout: de sable à la fontaine d'argent.    | Douvaine, Boëge, Draillant                             |                    |
|           | Fontaine                              |       | D'azur au léopard d'or surmonté d'un lys à dextre et d'un soleil à senestre de même.                                                   | Magland                                                |                    |
|           | Fontaine                              |       | D'argent à 3 chevrons de gueules. | Viuz-en-Sallaz, branches de Genève                     |                    |
|           | Forel                                 |       | D'azur au chevron d'or terminé par une croisette de même accompagné de deux étoiles en chef et d'une rose en pointe, le tout d'argent. | Thonon                                                 |                    |
|           | Forel                                 |       | D'argent à trois coupeaux de pourpre surmontés de trois arbres de sinople. Supports: 2 lions d'or.                                     | Viuz-en-Sallaz                                         |                    |

## M
| Armoiries | Familles    | Notes | Blasonnement | Communes concernées                | Variantes notables |
|           | Montfort    |       | D'azur à la bande d'or chargée d'une rose de gueules et accompagnée de 2 étoiles d'argent. Cimier: un demi vol aux couleurs du blason Heaume de face ou couronne à 3 fleurons et 2 perles. | Sallanches                         |                    |
|           | Montfort    |       | Taillé d'or à trois pals d'azur et d'azur au mont soutenant une tour donjonnée du premier.                                                                                                 | Marcellaz, Thonon et Saint-Cergues |                    |
|           | de Montfort |       | D'or à trois pals d'azur. Cimier: un jeune enfant tenant une épée nue de sa main droite. Tenants: deux sauvages de carnation. Devise: Il me fault tenir. ou Me fault tenir mon fort.       |                                    |                    |

## N
| Armoiries | Familles               | Notes | Blasonnement                                                                   | Communes concernées | Variantes notables |
|           | Nicod, Nicoud, Niccoud |       | D'azur à la crosse d'or accompagnée de trois bourses de même liées de gueules. | Burdignin, Vinzier  |                    |

## O
| Armoiries | Familles                             | Notes | Blasonnement                                                               | Communes concernées | Variantes notables |
|           | d'Orlier, Dorlier, d'Orlyé, d'Orlyer |       | D'or à l'ours de sable rampant (alias debout), langué et armé de gueules., | Bourgeois de Thonon |                    |

## P
| Armoiries | Familles  | Notes | Blasonnement                                                                                      | Communes concernées | Variantes notables |
|           | Pellet    |       | D'azur à trois têtes d'hommes d'argent à la barbe de sable et collets d'argent bordés de gueules. | Viuz-en-Sallaz      |                    |
|           | Pertuiset |       | D'azur, à une croix ancrée d'or, accompagnée en chef de deux écus du même.                        | Lugrin              |                    |

### Armorial du Chablais(1993)
1. ↑  p. 195.

### Armorial et nobiliaire de l'ancien duché de Savoie(1863-1910)
1. ↑  vol. 4, pp. 301-317.

### Autres références
1. 1 2  Armorial du Chablais, via euraldic.com